# 若戸自動車学校
若戸自動車学校（わかとじどうしゃがっこう）は、福岡県北九州市若松区にある福岡県公安委員会指定自動車教習所。
2015年10月31日をもって閉校。

## 取得できる免許
- 普通自動車
- 普通自動二輪車
- AT限定小型・中型二輪

## その他講習など
- ペーパードライバー講習
- 高齢者講習（満70歳以上、免許更新時）
- 初心者講習（違反・事故）
- 普通車講習（取得時講習）
- 企業講習
- 学校（小・中・高）の交通安全教室

## 所在地
- 校舎所在地 - 福岡県北九州市若松区小竹（おだけ）136-1
- 戸畑事務所 - 福岡県北九州市戸畑区汐井町1-1戸畑駅2F（株式会社若戸自動車学校 本社）

## アクセス
- 北九州市営バス椿下バス停下車
- JR戸畑駅、八幡駅などからスクールバス全8路線運行。